# Casabona
Casabona (IPA: [kazaˈbɔna], Casivonu in dialetto casabonese) è un comune italiano di 2 198 abitanti della provincia di Crotone in Calabria.

## Geografia fisica
Il paese di Casabona si trova su un colle di Arenaria, collocato in un territorio solcato dalle acque del Fiume Vitravo, uno dei maggiori affluenti del Fiume Neto, da dove è possibile osservare sia la costa ed il Mar Ionio a Sud che la Sila a Nord. È noto per avere il complesso rupestre più numeroso della Calabria e un Geosito con rocce di sale a forma di Diapiro salino nella frazione di Zinga.

## Origini del nome
Sulle origini del nome sono state elaborate diverse teorie.
Alcuni ritengono che Casabona, un tempo Casinova, Terra Casiboni, Casalbuono, deriverebbero dal latino Casabundia, ossia "vicina a cadere", a indicare uno stato di precarietà degli edifici in seguito a un terremoto (forse quello del 1638 o quello del 1783).
Secondo altri, il toponimo non deriverebbe, come sembrerebbe a un primo esame, dall'espressione casa (nel senso di abitazione) buona, ma dal latino caseus, attraverso il calabrese casu, a indicare una zona dove si produceva buon formaggio. A favore di questa tesi sarebbero le indicazioni toponomastiche che, fino al 1508, riportano il luogo come Caso Bono, nome successivamente ritrovato come Casal Buono o Casu bono.

## Storia
Strabone narra che nel territorio vivessero i Choni, antico popolo le cui origini forse riportano ai Chaones dell'Epiro.
I molti reperti della prima età del ferro provenienti dal territorio e conservati nel Museo archeologico nazionale di Crotone, nel Museo archeologico nazionale di Reggio Calabria, unitamente a quelli appartenenti alla Collezione Tallarico (oggetto di furto, recuperati in parte e depositati da anni presso la Soprintendenza per i Beni Archeologici della Liguria), fanno pensare che la zona fosse abitata da popolazioni di ceppo enotrio.
Le prime attestazioni documentate su Casabona sono però del 1198, quando Papa Innocenzo III confermò a un tal Nicodemo l’esistenza, sul territorio di Casabona, una serie di beni tra cui una chiesa dedicata a San Dionigi (della quale oggi cui non resta tuttavia alcuna traccia).
L'area territoriale in cui è situato il borgo, in età magno-greca fu oggetto, verosimilmente, di intense frequentazioni, volte, soprattutto, allo sfruttamento delle saline di Zinga, e, quale area di transito per il pellegrinaggio verso l'area sacra individuata nei pressi del Vitravo (reperti esposti nel Museo Archeologico Nazionale di Crotone). In quest'area sorgeva, infatti, un tempio dedicato al culto di Herakles, oggi completamente franato a causa dello smottamento idrogeologico del territorio. Molti reperti sono stati saccheggiati, data la totale assenza di controlli della Soprintendenza alle Belle Arti di Catanzaro. Ancora oggi, nelle case di alcune famiglie di Casabona, tali antichi reperti sono conservati ed esposti come soprammobili.
In età romana nascono, lungo la valle del Vitravo, numerosi insediamenti produttivi ed agricoli, ancora oggi riconoscibili ed oggetto di studio. Alcune ville d'età romana conservano resti monumentali, purtroppo molto danneggiati da scavi illegali e da lavori agricoli condotti senza sorveglianza archeologica.
I numerosi complessi di grotte artificiali, presenti nell'attuale centro abitato e nel territorio, potrebbero risalire ad età alto medioevale.
L'attuale insediamento abitativo è di origine altomedievale, costituitosi su resti di fattorie sparse di età più antica.
In seguito a un terremoto — anche se ci sono pareri discordanti se si trattasse di quello del 1638 o di quello del 1783 — del nucleo originario di Casabona sopravvisse solamente un convento dedicato a san Bernardino. Attorno a questo convento, situato accanto all'attuale chiesa di Santa Maria ad Nives, si sviluppò un nucleo di cento fuochi che andò a formare il cosiddetto centro di "Casabona il nuovo", nella quale pian piano confluirono anche gli abitanti che, dopo il terremoto, avevano provato a ricostruirsi un futuro nel vecchio abitato. Le mura perimetrali del convento, detto "dell'Annunziata", furono demolite nel 1966 per far posto all'attuale casa parrocchiale.
La Riforma agraria comportò opere di bonifica del territorio che portarono a debellare la malaria, oltre ad opere idrauliche quali l'irrigazione delle terre a sinistra del Neto e la realizzazione dell'acquedotto del Lese.

### La frazione di Zinga

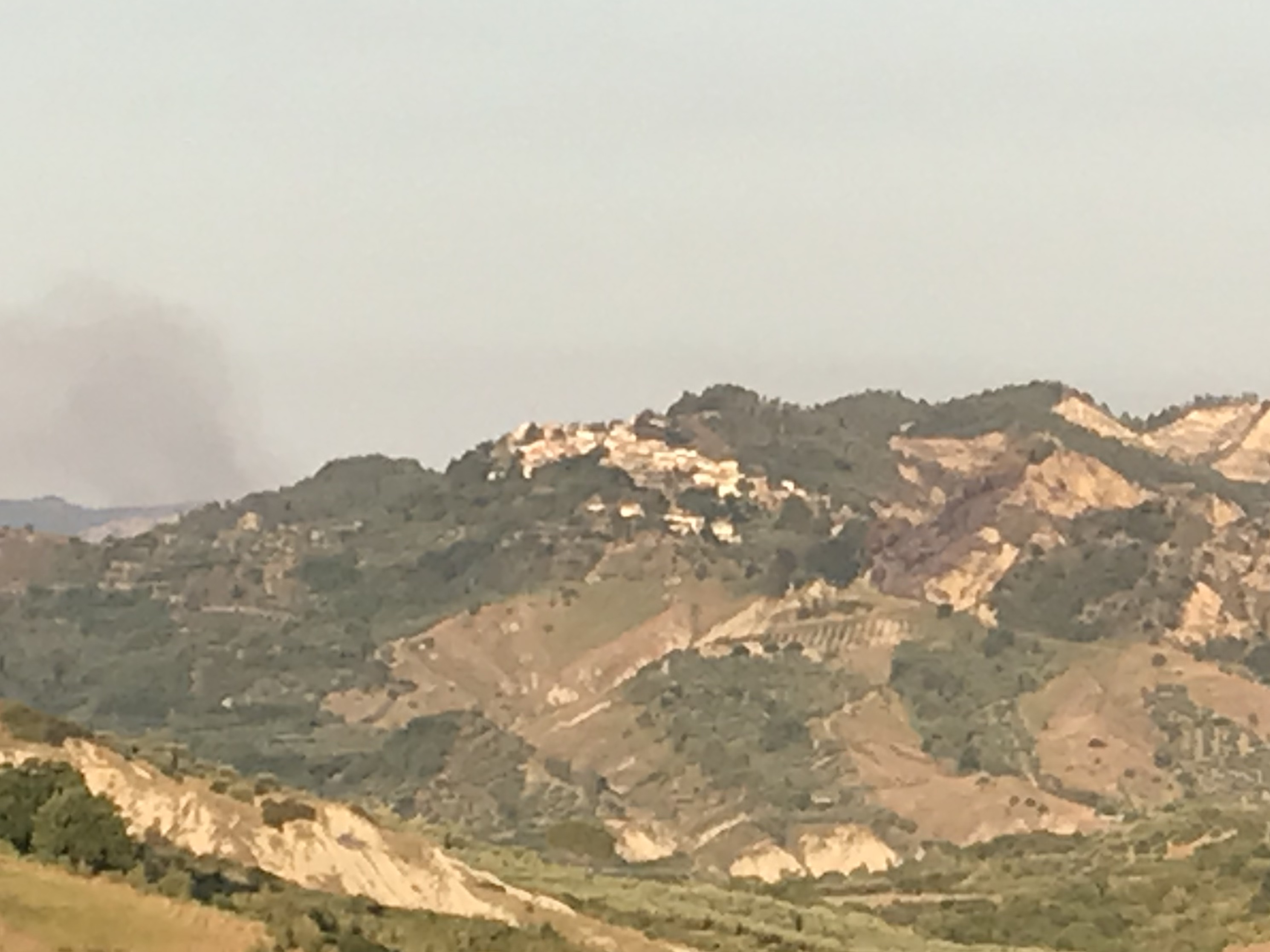
Panorama di Zinga

Del territorio del Comune di Casabona fa parte il borgo storico di Zinga (anticamente Cinga), che sorge a 393 metri s.l.m. nei pressi della cima omonima (Promontorio di Cinga o Motta di Cinga). La data di fondazione è sconosciuta e il primo documento in cui si parla del borgo è datato 1325.
Riportato come Motta o Castrum, Zinga era munita di una fortificazione a controllo della strada che, dalla bassa valle del Neto, portava verso Umbriatico attraverso la sponda sinistra del Vitravo.
Sempre molto poco popolato, il feudo passerà di mano più volte e la sua economia sarà prevalentemente agricola, oltre che basata sullo sfruttamento dei diapiri salini presenti a valle dell'abitato.
Dopo il terremoto del 1659 l'abitato fu ricostruito poco più a monte.
Perse la sua autonomia nel 1807 diventando luogo di Strongoli e, dal 1811, frazione di Casabona.
Zinga risulta importante per via del Geosito dei Diapiri salini, rocce evaporitiche (Evaporite) sedimentarie formate da Halite (Sale) con un'altezza anche di 30 metri e collegate alla Crisi di salinità del Messiniano, che le ha generate.

### Simboli
Lo stemma e il gonfalone sono stati concessi con decreto del presidente della Repubblica del 30 giugno 1976.
Il gonfalone è un drappo partito d'azzurro e di bianco.

## Monumenti e luoghi d'interesse

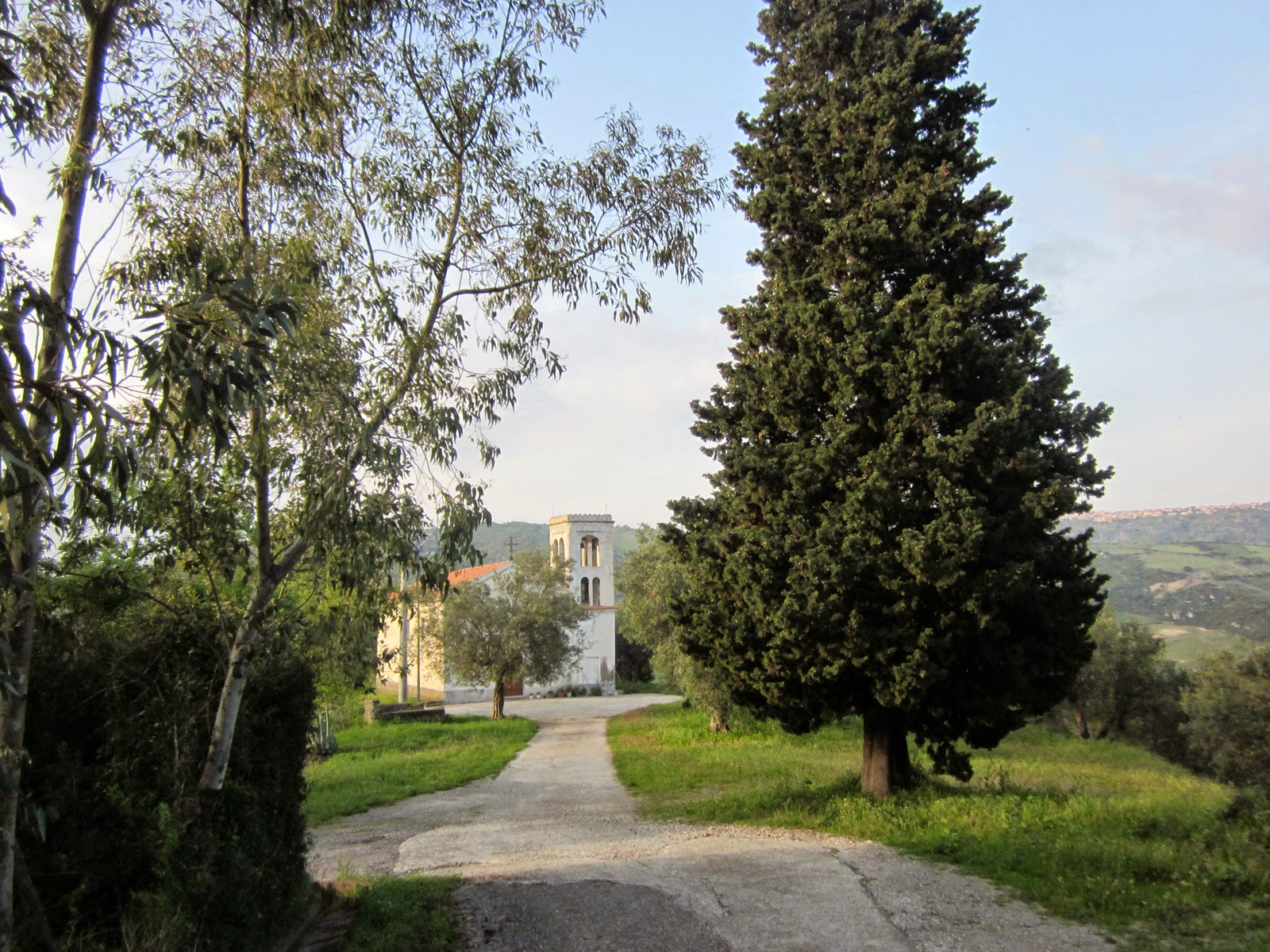
La chiesa dell'Assunzione.

### Architetture civili

#### Villa Tallarico
Nel territorio comunale è presente la villa Tallarico, con annesso giardino botanico, del naturalista, medico e politico casabonese Giuseppe Tallarico. Nel giardino della villa costruita alle pendici del Timpone di Montagnapiana, il naturalista sperimentò la coltivazione di diverse specie, alcune rare, tra cui Hevea brasiliensis e Araucarie.

#### Ex convento dell'Annunziata
Attuale casa parrocchiale, risale al XV secolo. Dell'impianto originale conserva solo l'arco d'ingresso al cortile. Il convento, attivo fino al 1644, fu probabilmente un dono della regina Bona, discendente della famiglia Sforza.

### Architetture religiose
- Chiesa di San Nicola (iniziata nel 1716), collocata nella piazza principale. Al suo interno, un crocifisso del Seicento, una statua della Madonna delle Grazie con Bambino (1573) e altre statue. La cappella del Santissimo Sacramento, localmente nota come "Cappellone", ospita un mosaico del risorto, un quadro di una Natività, una vetrata dell'Assunta e un Mosè e il roveto ardente dipinto su vetro.[10]
- Chiesa dell'Assunzione (XIX secolo), situata a qualche centinaio di metri dall'omonima icona, nella parte alta dell'abitato.[10]
- Santuario di San Francesco (XIX secolo), con portale ad arco e, ai lati, colonne a bassorilievo.[10] All'interno varie statue, un pulpito con scalinata decorata e una cappella con, sull'altare, un Ecce Homo.[10]
- Cappella delle Grazie (XV secolo), nota anche come chiesetta dell'Acqua Dolce[14], conserva un quadro che raffigura una Madonna delle Grazie con Bambino.[10].
- Cappella della Madonna Addolorata, introdotta da una doppia scalinata.[10]
- Cappella della Madonna delle Lacrime.[10]
- Chiesa dell'Immacolata (Zinga, XV secolo)[10][14].
- Chiesa di San Giovanni Battista (Zinga, XIX secolo), a pianta trapezoidale a unica navata. L'edificio sarebbe stato edificato su una preesistente chiesa del 1343.[10] All'interno, un dipinto di una Pietà del XVII secolo.[5]

## Curiosità
- Lungo la strada che conduce a Casabona è possibile osservare centinaia di grotte scavate nella roccia[5][8].
- All'interno del borgo, la maggior parte delle abitazioni è da secoli dotata di sotterranei finalizzata alla conservazione di insaccati di maiale e altri generi alimentari[8].
- Geosito dei Diapiri salini di Zinga[15]

## Società

### Evoluzione demografica
Abitanti censiti

## Economia
Casabona è un territorio dalla vocazione spiccatamente agricola. Vi si coltivano ulivi, vigne, cereali, favette, agrumi, ortalizi.
Sviluppato è anche l'allevamento di bestie.

## Amministrazione
| Periodo         | Periodo                   | Primo cittadino                                      | Partito                                      | Carica                    | Note   |
| --------------- | ------------------------- | ---------------------------------------------------- | -------------------------------------------- | ------------------------- | ------ |
| 23 aprile 1995  | 13 giugno 1999            | Francesco Baffi                                      | Partito Democratico della Sinistra           | sindaco                   |        |
| 13 giugno 1999  | 13 giugno 2004            | Francesco Seminario                                  | Democratici di Sinistra                      | sindaco                   |        |
| 13 giugno 2004  | 7 giugno 2009             | Francesco Seminario                                  | lista civica di centro-sinistra              | sindaco                   |        |
| 7 giugno 2009   | 25 maggio 2014            | Natale Carvello                                      | lista civica "Uniti per Casabona e Zinga"    | sindaco                   |        |
| 25 maggio 2014  | 29 ottobre 2018 (sciolta) | Natale Carvello                                      | lista civica "Ci siamo"                      | sindaco                   |        |
| 29 ottobre 2018 | 05 ottobre 2021           | Gaetano Ennio Aiello Giovanni Todini Vincenzo Troisi |                                              | commissario straordinario | [ 17 ] |
| 4 ottobre 2021  | 3 ottobre 2024            | Francesco Seminario                                  | lista civica di centro-sinistra "Ripartiamo" | sindaco                   |        |
| 4 ottobre 2024  | in carica                 | Manuela Currà                                        | commissario prefettizio                      | Sindaco                   |        |